# Aeroportul Municipal Kokomo
Aeroportul Municipal Kokomo (IATA: OKK, ICAO: KOKK, FAA LID: OKK) este un aeroport din Indiana, Statele Unite ale Americii ce deservește zona Kokomo. Aeroportul a fost tranzitat în 2017 de 16 pasageri. A fost numit după zona deservită.
Situat la o altitudine de 253 m, aeroportul dispune de 2 piste.

## Infrastructură

### Piste
Aeroportul dispune de 2 piste. Pista 05/23 are suprafața de asfalt și dimensiunile 6.001 picioare × 150 picioare. Pista 14/32 are suprafața de asfalt și dimensiunile 4.002 picioare × 150 picioare. 